# ファルケ (水雷艇)
ファルケ (Falke) はドイツ海軍の水雷艇。1923型。

## 艦歴
1925年11月17日起工。1926年9月29日就役。1928年7月15日就役。
第二次世界大戦開戦後、機雷敷設作戦などに従事。
1940年6月、ノルウェー沖海戦で被雷損傷し、応急修理後ドイツ本国へ戻る巡洋戦艦シャルンホルストを他の駆逐艦や水雷艇と共に護衛。この後も北海やイギリス海峡で機雷敷設作戦など従事する。
1940年10月11日、イギリス沿岸の海上交通妨害を目的として第5水雷隊（ファルケおよび水雷艇グライフ、コンドル、ゼーアドラー、ヴォルフ）はシェルブールから出撃。11日から12日の夜に第5水雷隊は武装トローラーListrac、Warwick Deepingと自由フランスの駆潜艇CH6、CH7を撃沈した。帰路、ワイト島南南西沖でイギリス第5駆逐隊（駆逐艦ジャッカル、ジャガー、ジュピター、ケルヴィン、キプリング）と遭遇し追撃を受けるが、振り切ってシェルブールに帰投した。
1942年2月ケルベロス作戦に参加する。
3月ファルケと水雷艇ゼーアドラー、イルティス、ヤグアー、コンドルなどは、イギリス海峡を通って大西洋へ出撃する仮装巡洋艦ミヒェルを護衛した。5月、今度は仮装巡洋艦シュティーアを、コンドル、イルティス、ゼーアドラーなどと共に護衛する。イギリス海峡通過中にイギリス軍の攻撃でゼーアドラーとイルティスが撃沈されたが、シュティーアは無事大西洋へ進出した。
11月ファルケと水雷艇T22、T23、コンドルは、日本へ向かうイタリア船コルテッラッツォ (Cortellazzo) のボルドーからの出港時の護衛を行う。1943年3月再び極東へ向かうイタリア船の護衛をおこなう。しかし、このイタリア船ヒマラヤ (Himalaya) はイギリス軍機に発見されたため引き返した。
1944年6月13日ファルケとメーヴェ、ヤグアー、T28は連合国のノルマンディー上陸部隊攻撃に出撃。敵駆逐艦と交戦する。
6月14日、イギリス軍によるル・アーブル空襲で撃沈される。